# Spiropentadieen
Spiropentadieen of bowtiedieen is een organische verbinding met als brutoformule C5H4. Het is een zogenaamde spiroverbinding, waarbij 2 cyclopropeenringen via een gemeenschappelijk koolstofatoom aan elkaar vasthangen. Vanwege dit gemeenschappelijk atoom, de kleine ringen en de dubbele bindingen, is deze verbinding zeer onstabiel en bezit het een grote ringspanning. Zelfs beneden −100 °C ontleedt het. Het komt niet voor in de natuur en werd pas in 1991 succesvol gesynthetiseerd in een laboratorium.

## Synthese
De synthese van spiropentadieen vertrekt van bis(trimethylsilyl)propynon (1), dat met p-tolueensulfonylhydrazide reageert tot tosylhydrazon (2). Behandeling met natriumcyanoboorhydride levert een alleen (3) op. Dit wordt gevolgd door 2 reacties met chloorcarbeen tot een verzadigde spiroverbinding (5). Via een dubbele eliminatiereactie met tetra-n-butylammoniumfluoride wordt uiteindelijk spiropentadieen vervormd.